# Théâtre universitaire de Strasbourg
Pour les articles homonymes, voir Artus.
Vous pouvez aider à l'améliorer ou bien discuter des problèmes sur sa page de discussion.
- Il ne cite pas suffisamment ses sources. Vous pouvez indiquer les passages à sourcer avec {{référence nécessaire}} ou {{Référence souhaitée}}, et inclure les références utiles en les liant aux notes de bas de page. (Marqué depuis juin 2014)
- Il contient une ou plusieurs listes. Le texte gagnerait à être rédigé sous la forme d’un ou plusieurs paragraphes synthétiques, afin d’être plus agréable à lire. (Marqué depuis juin 2014)
- Il est à actualiser. Certains passages sont obsolètes ou annoncent des événements désormais passés. (Marqué depuis août 2024)

- Archive Wikiwix
- Bing
- Cairn
- DuckDuckGo
- E. Universalis
- Gallica
- Google
- G. Books
- G. News
- G. Scholar
- Persée
- Qwant
- (zh) Baidu
- (ru) Yandex
- (wd) trouver des œuvres sur Wikidata

Le Théâtre universitaire de Strasbourg (ARTUS) est une association de droit local alsacien-mosellan. C'est le plus ancien théâtre universitaire de France.

## De nos jours
De tous les théâtres universitaires français, l'ARTUS est aujourd'hui celui qui fait preuve de la plus grande longévité ; comme le déclarait Colette Weil en 1993 lors du 30e anniversaire : « Cette longévité, il la doit sans doute à la solidité de ses cadres, au dévouement et à la passion de ses membres, mais avant tout à son désir absolu de fidélité dans la permanence ».
L'ARTUS accueille chaque année de nouveaux membres, majoritairement étudiants (auteur, metteur en scène, assistant, comédien, décorateur, costumier, musicien, régisseur, technicien, etc). Elle propose aussi des ateliers de formation animés par des intervenants professionnels.

## Historique
Le TUS (Théâtre universitaire de Strasbourg) créé par le recteur Joseph-François Angelloz, puis soutenu très fortement par son successeur Maurice Bayen, voit le jour en 1963. Il permet alors aux étudiants amateurs de théâtre d'exercer leur passion dans les locaux de l'université de Strasbourg.
En 1976, certains membres du TUS dont une universitaire du nom de Colette Weil - connue pour ses travaux sur Jean Giraudoux - sont en désaccord avec la ligne directrice de l’association, trop axée sur la réflexion et les ateliers de critique autogérés. Ils décident alors de fonder, en juin 1977 une nouvelle association dénommée ARTUS (Association de réalisation théâtrale des universités de Strasbourg), afin de pouvoir monter sur les planches et exprimer leur amour du texte et du jeu.
En 2008, l'association devient Association de réalisation théâtrale de l'université de Strasbourg, à la suite de la fusion des universités. Le décès de Colette Weil - présidente et animatrice de l'association - en septembre de cette même année est un grand choc dans le paysage artistique strasbourgeois.
En 2013, l'ARTUS devient une association cinquantenaire. Ainsi, en un demi-siècle de présence à l’université de Strasbourg, ce sont 280 créations et plus d’une centaine de soirées expérimentales et de scènes ouvertes, soit plus de 2 000 représentations qui ont mobilisé de nombreuses personnes, et notamment les différentes générations d'étudiants.

### Création du TUS
Né en 1963 d'un besoin des étudiants, mais surtout d'une initiative particulière, le Théâtre universitaire de Strasbourg (TUS) est créé de toutes pièces par le recteur Joseph-François Angelloz qui doit ensuite très vite quitter l'Alsace. Son successeur Maurice Bayen, passionné de théâtre, prend la relève et insuffle pendant plus de cinq ans son dynamisme à la jeune association. Toutes les décisions, semble-t-il, émanent du Rectorat où se tiennent aussi les réunions solennelles dans le Grand Salon.
Le recteur s'entoure de personnalités connues du monde des arts et du spectacle, ainsi que de quelques enseignants du Conservatoire de Strasbourg, de l'École de la Comédie de l'Est et de l'université de Strasbourg. Pour permettre au TUS de fonctionner, il crée tout spécialement un poste de secrétaire général rémunéré et l'attribue à Jean Hurstel. C'est à ce dernier et à son équipe que reviennent la plupart des initiatives qui, de 1963 à 1968, orientent le théâtre universitaire vers un programme audacieux d'expérimentation et de recherche avec notamment : des « lectures poétiques » novatrices pour l'époque, la représentation d'une tragédie antique mêlée de textes de Paul Éluard et de Louis Aragon, la création mondiale de deux pièces d'Armand Gatti - dont une jouée en présence de l'auteur - et enfin la conception d'un dispositif scénique original fait de passerelles et praticables mobiles[Quoi ?] destinés à créer un nouveau lien entre acteurs et spectateurs.
Les conditions matérielles, très précaires au début, s'améliorent : le TUS obtient dans l'université nouvellement installée à l'Esplanade un bureau, un secrétariat, une salle de stockage pour le matériel et, après avoir joué plusieurs années dans des lieux de fortune, une vraie salle de spectacle équipée de rails techniques et d'une cabine de régie.
Ce théâtre universitaire patronné par le Rectorat, subventionné par l'université - alors unique - et par les trois départements atteint en quelque sorte sa vitesse de croisière. Malgré de grandes difficultés financières, il fait même éclore et protège un petit frère en Art, nouveau et gourmand, le Cinéma universitaire de Strasbourg (CINUS).

#### Premier Comité directeur (juin 1963)

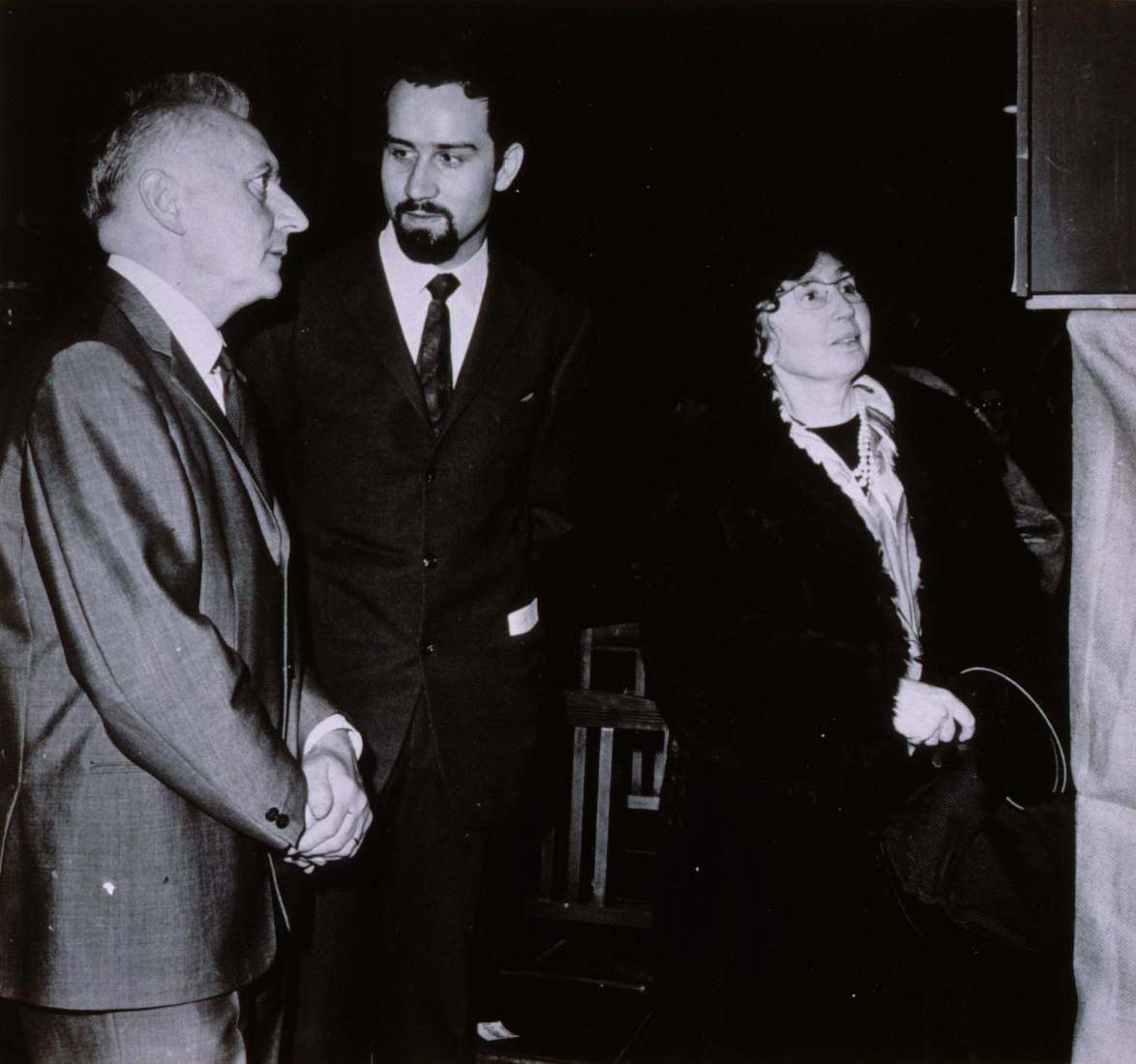
Le recteur Maurice Bayen en compagnie de Jean Hurstel et Édith Bernardin.

Président : M. Joseph-François Angelloz - Recteur de l'Université de Strasbourg

Vice-Présidents :

M. Marc Honegger - Professeur à l'Université

M. Cattelote - Inspecteur d'Académie de Jeunesse et Sport

M. Bernard Schreiner - Président de l'AFGES

M. Pierre Lefèvre - Directeur de l’École du Centre dramatique de l'Est

Secrétaire : M. Jean Hurstel - Étudiant, animateur de la troupe du théâtre universitaire

Secrétaire adjointe : Mme Manie Barthod - Comédienne au Centre dramatique de l'Est

Trésorier : M. Marbach - Comptable au Rectorat

Assesseurs : M. Bourbon, M. Schang, M. Roos, Mme Tabouret-Keller
Le TUS est dirigé par une commission rectorale de 1963 à 1968. La Commission crée un Bureau d'information culturelle. 

À partir de 1968, le TUS est dirigé par une commission paritaire présidée par le recteur Maurice Bayen.

### Coupure de Mai 68
C'est alors que surviennent les événements de Mai 68. Des membres et dirigeants du TUS ayant pris une part active aux manifestations étudiantes, l'Université prend peur. Dès la rentrée, en octobre 1968, des besoins urgents de locaux se font sentir : le bureau du sous-sol est récupéré, la salle de stockage est débarrassée de tous ses documents d'archives, manuscrits d'auteurs, costumes, décors - le tout jeté aux ordures - et la salle de spectacle est immédiatement coupée par une cloison pour en faire deux salles de cours.

Une nouvelle ère du théâtre universitaire commence alors, moins rectorale et plus universitaire, sous la présidence modérée et modératrice de Paul Vernois avec des mises en scène réalisées par la vice-présidente, Colette Weil, enseignante de littérature française. Les débuts s'avèrent assez difficiles car l'université ferme ses portes chaque soir, par mesure de précaution, interdisant toute répétition après 19h. Il n'y a donc d'abord que quelques exercices ou lectures-spectacles puis, peu à peu, une ou deux pièces par an. Des cours de formation réguliers sont assurés par des professionnels.

### Le TUS en 1976
De nouveau l'association réussit à se développer sous la présidence dynamique de Laurent Hincker, avocat et ancien étudiant de la Faculté des Lettres. Les groupes de réalisation, qui ont en quelque sorte leur autonomie propre, se multiplient et s'affublent de surnoms (le Ludion, le Spectron, etc). Chacun s'adonne joyeusement à la création de pièces contemporaines ou de ses propres œuvres.

Le problème ardu des locaux semble enfin pouvoir se résoudre : le Rectorat fait vider le caveau de la Gallia occupé en 1968 par les situationnistes et, contre la promesse d'une location gratuite, les membres actifs du TUS passent plusieurs week-ends à déblayer des gravats et jeter de grandes quantités de paperasses, puis des travaux de maçonnerie, d'électricité et d'issues de secours commencent. Malheureusement, ce dernier point ne peut pas être résolu de manière satisfaisante et le labyrinthe souterrain aménagé ne sert finalement que de secrétariat et de salle de répétition.

### Scission TUS/ARTUS
Existe-t-il alors une lutte d'influence entre différents groupes ? Des tensions entre de fortes personnalités ? Toujours est-il qu'à la rentrée de 1976, l'assemblée générale décide de modifier les statuts, d'augmenter considérablement la cotisation pour « décourager les passifs et les mous » et de définir sérieusement les buts spécifiques d'un théâtre universitaire pour aboutir, selon les paroles de certains intervenants, à une ligne unique. Pour ce faire, il y aurait pendant un an au moins, sans aucune réalisation à la clé, des ateliers critiques autogérés destinés à définir la ligne directrice nouvelle. Outre l'atmosphère tumultueuse et insurrectionnelle qui les gêne, c'est cette dernière clause qui décide certains membres du TUS (particulièrement du groupe Spectron) à tout abandonner pour pouvoir jouer et à créer une nouvelle association.

### Création de l'ARTUS
Avec une poignée de fidèles - dont quelques-uns continuent d’œuvrer activement au conseil d'administration quinze années plus tard - Colette Weil fonde l'ARTUS qui dans sa définition littérale met l'accent sur le concret : le sigle signifie en effet Association de réalisation théâtrale des universités de Strasbourg.

Mais un clin d'œil est peut-être aussi donné au lieu : les membres seraient-ils de preux chevaliers comme ceux de la Table Ronde qui suivent le Roi Arthur (en vieux français Arthus ou Artus) dans de téméraires aventures ?

En 1977, l'association démarre dans la pauvreté, sans salle, sans subventions, riche de quatre projecteurs imprégnés de soupe aux pois, reste d'une inondation du restaurant Gallia. Les membres fondateurs sustentent de leurs deniers et de leurs provisions personnelles les acteurs les plus démunis. L'université prête sa grande échelle et un vieux rhéostat. Petit à petit, on acquiert quelques serre-joints, des pieds de projecteurs, des portes de bois qui, assemblées comme des paravents, font les décors et une vingtaine de demi-cubes de bois, sortes de triangles qui servent de sièges, de colonnes funéraires, de banquettes ou de trône.

En 1980, alors que le TUS vit ses dernières heures, l'ARTUS consolide son action au sein de l'université.

### L'ARTUS de 1977 à 1993
En quelques années, l'ARTUS se développe et multiplie les projets et activités théâtrales - en témoignent l'évolution du nombre des membres actifs, de représentations mais aussi de spectateurs (voir les chiffres) - mais au fond, les tendances ne changent pas. Il s'agit toujours d'équilibrer tradition et création. Les cinq spectacles annuels de la Table Ronde sont plutôt réservés aux grosses « machines théâtrales » à nombreux personnages (Molière, Giraudoux, Musset, Rostand) pouvant aller jusqu'à cinquante participants. Les spectacles à faibles effectifs (Diderot, Westphal, Tardieu) se jouent à l’extérieur, parfois en coproduction. Le répertoire français est naturellement privilégié, mais tous les pays sont plus ou moins représentés (Russie, Japon, Espagne, États-Unis, Italie, Allemagne, Autriche) ; tous les genres aussi : théâtre sérieux, de « texte », mais aussi boulevard (Feydeau, Mithois), théâtre de dérision (Picasso), cabaret (Cami), danse (Baudelaire), chant et opérette (Offenbach, Kurt Weill).

Chaque année, plusieurs soirées sont consacrées à la création. Le TUS avait son propre « studio expérimental », l'ARTUS joue la carte de la création d'une part de grands spectacles inédits (avec notamment Stabat Mater écrit spécialement par l'auteur Michel Bisson pour un metteur en scène de l'ARTUS), d'autre part, avec une scène ouverte à tous les jeunes créateurs (avec par exemple Jean-Luc Falbriard et son personnage du Capitaine Sprütz) pour leur permettre de faire leurs premières armes devant un public d'étudiants, dans des séances à entrée libre.

### En chiffres
| Saison          | Adhérents | Représentations | Spectateurs |
| --------------- | --------- | --------------- | ----------- |
| 2019/2020       | 116       | 0               | 0           |
| 2018/2019       | 92        | 31              | 2126        |
| 2017/2018       | 125       | 29              | 2271        |
| 2016/2017       | 131       | 27              | 1779        |
| 2015/2016       | 128       | 28              | 1373        |
| 2014/2015       | 114       | 39              | 2830        |
| 2013/2014       | 95        | 30              | 1698        |
| 2012/2013       | 102       | 32              | 1860        |
| 2011/2012       | 122       | 39              | 2104        |
| 2010/2011       | 102       | 52              | 1967        |
| 2009/2010       | 111       | 46              | 2394        |
| 2008/2009       | 102       | 47              | 2402        |
| 2007/2008       | 73        | 46              | 2856        |
| 2006/2007       | 72        | 41              | 2136        |
| 2005/2006       | 104       | 60              | 3473        |
| 2004/2005       | 99        | 45              | 3846        |
| 2003/2004       | 81        | 32              | 2161        |
| 2002/2003       | 93        | 54              | 4509        |
| 2001/2002       | 87        | 53              | 3865        |
| 2000/2001       | 110       | 55              | 3708        |
| 1998/1999       | 118       | 69              | 4500        |
| 1997/1998       | 87        | 56              | 6051        |
| 1996/1997       | 103       | 67              | 4552        |
| 1995/1996       | 137       | 57              | 4305        |
| 1994/1995       | 120       | 74              | 6291        |
| 1993/1994       | 104       | 56              | 3907        |
| 1992/1993       | 163       | 95              | 6140        |
| 1991/1992       | 197       | 76              | 7792        |
| 1990/1991       | 180       | 66              | 7289        |
| 1989/1990       | 148       | 59              | 5024        |
| 1988/1989       | 132       | 51              | 5465        |
| 1987/1988       | 136       | 73              | 6178        |
| 1986/1987       | 130       | 63              | 4112        |
| 1985/1986       | 122       | 60              | 5206        |
| 1984/1985       | -         | 67              | 7626        |
| 1983/1984       | 99        | 45              | 3472        |
| 1982/1983       | -         | 47              | 4312        |
| 1981/1982       | 84        | 41              | 4854        |
| 1980/1981       | -         | 37              | 3177        |
| 1979/1980       | 69        | 29              | 2518        |
| 1978/1979       | -         | 12              | 1002        |
| 1977/1978       | 33        | 21              | 1299        |
| 1975/1976 (TUS) | 73        | -               | -           |
| 1972/1973 (TUS) | 27        | -               | -           |
| 1970/1971 (TUS) | 41        | -               | -           |

## Fonctionnement

### Lieux de représentation

#### La salle de la Table Ronde
Pendant longtemps, l'ARTUS a disposé de cette salle pour répéter et jouer. Au début des années 2000, pour des raisons de sécurité, la salle n'a pu être utilisée que pour les répétitions, le Cube Noir devenant alors le lieu de jeu principal de l'ARTUS.

#### Le théâtre du Cube nOir
Le théâtre du Cube Noir est une salle de spectacle gérée par le Collectif 3.14, un collectif de théâtre amateur strasbourgeois créé en 1999. L'ARTUS est l'une des 10 compagnies fondatrices du collectif. Le théâtre est situé au CREPS d'Alsace, allée du Sommerhof. En 2022, le collectif compte 30 compagnies, qui se produisent toutes au moins en partie au Cube Noir.

### Gouvernance
L'association est régie par trois instances :
- l'Assemblée Générale, qui approuve le bilan moral et financier du Bureau et a le pouvoir de modifier les statuts.
- le Conseil d'Administration, qui se réunit tous les mois pour prendre des décisions et élit les membres du Bureau.
- le Bureau, qui gère l'association au quotidien. Il est composé d'un Président, un Vice-Président d'un Secrétaire et d'un Trésorier. Les membres du bureau peuvent avoir des adjoints[4].

## Programmation
Liste non exhaustive des pièces représentées à Strasbourg par le TUS et l'ARTUS :

### Saison 2024/2025
- Zazie dans le métro : mise en scène Philippe Marlier et Valentin Hautcoeur, d'après un texte de Raymond Queneau, programmé au Théâtre du Cube Noir
- Lune de pluie : mise en scène de Philippe Marlier, d'après un texte de Colette, programmé au Théâtre du Cube Noir
- La Fabrik informe : Petites formes itinérantes menées par Jérémy Gruser et Valentina Papic, programmé à La Pokop
- Littoral : mise en scène de Marine Legendre, d'après un texte de Wajdi Mouawad, programmé à La Pokop
- Phares : mise en scène et texte de Roméo Offredi et Jean-Baptiste Marigo, programmé au Théâtre du Cube Noir
- La Maison hantée : mise en scène de Flora Milliet, d'après un texte de Shirley Jackson, programmé à La Pokop
- L’Abattage rituel de Gorge Mastromas : mise en scène de Paul Hamerla, d'après un texte de Dennis Kelly, programmé au Théâtre du Cube Noir

### Saison 2023/2024
- D’où vient le nom des roses : mise en scène de  Léa Wilhelm et Valentin Hautcoeur, d'après un texte original Constance de Saint Rémy, programmé à La Pokop
- Le Train pour Séoul : mise en scène de Soojin Park, d'après un texte original de Roh Kyeongshik, programmé à La Pokop
- La Représentation : texte et mise-en-scène de Jean-Yves Bassol, programmé au Théâtre du Cube Noir
- Tambours dans la nuit : mise en scène de Lucas Hunsinger, d'après un texte de Bertolt Brecht, programmé au Théâtre du Cube Noir
- Sur les pas de Médée Kali : mythe déformé : mise en scène Romane Grégoire, Riadjy Bhiki et Fahd Alj, d'après un assemblage de textes, programmé au Théâtre du Cube Noir

### Saison 2022/2023
- Où va ce train qui meurt au loin ? : mise en scène d'Alain Tronchot, d'après un texte original d'Alain Tronchot, programmé au Théâtre du Cube Noir

- Fracassés, de Kae Tempest : mise en scène de Franck Riefstahl-Harter, programmé au théâtre du Cube Noir
- Rue du Chemin Bleu : texte et mise en scène d'Ivanna Kretova à La Pokop
- Salle 6, d'Anton Tchekhov : mise en scène d'Alice Amalbert à La Pokop
- L'Etranger, d'Albert Camus : mise en scène d'Héloïse Gossin, programmé au théâtre du Cube Noir
- L’horizon tous les soirs de Nahla Fadel : mise en scène par Nahla Fadel à La Pokop

### Saison 2021/2022
- Histoire de Roberta, de Philippe Minyana : mise en scène de Philippe Marlier, au théâtre du Cube Noir
- On cherche encore, de Laurent Nexon et Jean-Christophe Cassel : mise en scène de Laurent Nexon, au Vaisseau et au Pré'O
- Crapalachia, d'après Scott McClanahan : mise en scène de Mécistée Rhea et Eli Bertrand, au théâtre du Cube Noir
- Burnout, d'Alexandra Badea : mise en scène de Khadija Ben El Kebir, au théâtre du Cube Noir
- Nos Ruines : texte et mise en scène de Gaëlle Hubert et Léa Wilhelm, à la Pokop (salle Paul Collomp)

### Saison 2020/2021
- Méta-EGO TRIP (paradoxes et questions avec des fausses réponses) ou La pièce Immature, de Léopold Bouchard : mise en scène de Léopold Bouchard
- Les Justes, d'Albert Camus : mise en scène de Louise Denis
- Cairn, de Cassandre Albert : mise en scène de Cassandre Albert
- Montserrat, d'Emmanuel Roblès : mise en scène de Franck Riefstahl-Harter
- Meilleur espoir féminin, d'Alexandre Mascarello : mise en scène d'Alexandre Mascarello et Laura Siegler

### Saison 2019/2020
L'intégralité des représentations a été annulée en raison de la crise sanitaire liée à la pandémie de Covid-19 :
- Lune noire, d'après John Steinbeck : mise en scène de Jean-Baptiste Pointel
- Montserrat, d'Emmanuel Roblès : mise en scène de Franck Riefstahl-Harter
- Mon Elya, de Florence Jumère : mise en scène de Florence Jumère
- Une fois n'est pas coutume, d’Océane Russo : mise en scène d’Océane Russo
- Meilleur espoir féminin, d'Alexandre Mascarello : mise en scène d'Alexandre Mascarello et Laura Siegler

### Saison 2018/2019
- M pour Médée, d'Anette Gillard : mise en scène de Sacha Vilmar
- La Vie de Galilée, de Bertolt Brecht : mise en scène de Quentin Misslin
- Le Madame Bovary, de Bruno Elser et Waldemar Szymanski : mise en scène de Bruno Elser et Waldemar Szymanski
- Le cartographe : Varsovie, 1/400 000, de Juan Mayorga : mise en scène d'Erwan Burel
- Nino, à bout de souffle, d’Élodie Grasset : mise en scène d’Élodie Grasset
- Le Bourgeois gentilhomme, de Molière : mise en scène de Sacha Vilmar (en collaboration avec l'Orchestre universitaire de Strasbourg), à l'Espace K

### Saison 2017/2018
- À la mémoire de nos oublis, d’après les textes d’Abdel Hafed Benotman : mise en scène d'Anette Gillard
- Le petit ordinaire, de Jean-Pierre Siméon : mise en scène de Laura Siegler
- Visage(s) retrouvé(s), d’après Wajdi Mouawad : mise en scène d’Élodie Grasset
- Le cas Cooper, d’après les textes de Dennis Cooper : mise en scène de Charlotte Luzier, au Molodoï
- Le Bourgeois gentilhomme, de Molière : mise en scène de Sacha Vilmar (en collaboration avec l'Orchestre universitaire de Strasbourg), à l'Espace K
- L’Épreuve, de Marivaux : mise en scène de Danielle Decelle
- La Cantatrice chauve, d'Eugène Ionesco : mise en scène de Pierre Salzani, à l'Espace K

### Saison 2016/2017
- La Cantatrice chauve, d'Eugène Ionesco : mise en scène de Pierre Salzani, au théâtre de La Choucrouterie
- Les Trois Sœurs, d'Anton Tchekhov : mise en scène de Sylvain Cometti
- En attendant le messie, d'après les textes de Thomas Bernhard, Hanoch Levin et Noëlle Renaude : mise en scène de Sacha Vilmar
- Intimité Data Storage, d'Antoinette Rychner : mise en scène de Charlotte Luzier
- Les Révérends, de Slawomir Mrozek : mise en scène de Danielle Decelle

### Saison 2015/2016
- Huis clos, de Jean-Paul Sartre : mise en scène de Laura Siegler, au théâtre de La Choucrouterie
- La Thébaïde, de Jean Racine : mise en scène de Lucas Ippolito
- Richard III n'aura pas lieu, de Matei Vișniec : mise en scène de Danielle Decelle
- Les Quatre morts de Marie, de Carole Fréchette : mise en scène de Thomas Fisseau
- Nature morte dans un fossé, de Fausto Paravidino : mise en scène de Louise Bentkowski, au Molodoï
- Paroles de femmes, d'après les textes de Linda McLean, Magali Mougel et anonymes : mise en scène de Louise Huriet

### Saison 2014/2015
- Les Choses : une histoire des années soixante, d'après Georges Perec : mise en scène de Pierre Charpilloz, au théâtre de La Choucrouterie
- Ils étaient tous mes fils, d'Arthur Miller : mise en scène de Danielle Decelle
- La Putain respectueuse, de Jean-Paul Sartre : mise en scène de Pascal Sigwalt
- Quartier 3 : Destruction totale, de Jennifer Haley : mise en scène de Louise Huriet et Christophe Muller
- Un homme trop facile, d’Éric-Emmanuel Schmitt : mise en scène de Claire Chabenès
- Que d'espoir !, de Hanoch Levin : mise en scène de Christophe Muller (en collaboration avec l'Orchestre universitaire de Strasbourg, proposé dans le cadre de la Semaine israélienne)
- Par la fenêtre ou pas, de Pierre Notte : mise en scène de Sylvain Cometti

### Saison 2013/2014
- Le Libertin, d’Éric-Emmanuel Schmitt : mise en scène de Pierre Salzani, au théâtre de La Choucrouterie
- Peines d’amour perdues, de William Shakespeare : mise en scène de Sylvain Cometti
- L'amour dans une usine de poissons, d'Israël Horovitz : mise en scène de Danielle Decelle
- Étreignez les étoiles, de Lilian Lloyd : mise en scène de Louise Huriet (dont représentation en présence de l'auteur)

### Saison 2012/2013
- Petit boulot pour vieux clown, de Matei Vișniec : mise en scène de Pierre Salzani, au théâtre de La Choucrouterie
- Sainte Jeanne des Abattoirs, de Bertolt Brecht : mise en scène de Danielle Decelle
- Reservoir Dogs, d'après Quentin Tarantino : mise en scène de Pierre Charpilloz
- Le Monstre, d'Agota Kristof : mise en scène de Naïma Arlaud
- George Dandin ou le Mari confondu suivi de Le Médecin volant, de Molière : mise en scène de David-Georges Picard

### Saison 2011/2012
- Les Mangeuses de chocolat, de Philippe Blasband : mise en scène de Anne-France Delarchand et Chantal Raulff, au théâtre de La Choucrouterie
- Kaspar, de Peter Handke : mise en scène de Aurore Duvollet
- La Descente d'Orphée, de Tennessee Williams : mise en scène de David-Georges Picard
- Avant-Après, de Roland Schimmelpfennig : mise en scène de Célia Vallé
- La Colonie, de Marivaux : mise en scène de Danielle Decelle
- Le Repas, de Valère Novarina : mise en scène de Marie Fricout, au Molodoï
- Haute surveillance, de Jean Genet : mise en scène de Isabelle Peroz

### Saison 2010/2011
- Le Rêve d'un homme ridicule, d'après Fiodor Dostoïevski : mise en scène de Pierre Salzani
- Encore un jour sans, de Samuel Gallet : mise en scène de Jérôme Drevici
- Le Projet Laramie, de Moisés Kaufman : mise en scène de Danielle Decelle
- Roberto Zucco, de Bernard-Marie Koltès : mise en scène de Isabelle Peroz
- Gasping, de Ben Elton : mise en scène de Gilles Merle et Stéphanie Simon
- Crises, de Lars Norén : mise en scène de Simon Vincent
- Petits Crimes conjugaux, d'Éric-Emmanuel Schmitt (reprise) : mise en scène de Pierre Salzani

### Saison 2009/2010
- Petits Crimes conjugaux, d'Éric-Emmanuel Schmitt : mise en scène de Pierre Salzani, au théâtre de La Choucrouterie
- La Double Inconstance, de Marivaux : mise en scène de Chantal Raulff
- Crises, de Lars Norén : mise en scène de Simon Vincent
- L'Homme des bois, d'Anton Tchekhov : mise en scène de Danielle Decelle
- Demain je ne sourirai plus, d'après Heiner Müller : mise en scène de Jean-Marc Sierra
- Hommage à Colette Weil
- Dom Juan ou le Festin de pierre, de Molière : mise en scène de Georges Spyropoulos
- Le roi se meurt, d'Eugène Ionesco : mise en scène collective

### Saison 2008/2009
- La Jalousie, de Sacha Guitry : mise en scène de Chantal Raulff, au théâtre de La Choucrouterie
- Sonate de bar, d'après Paul Auster, Jim Jarmusch et Steve Buscemi : mise en scène de Gilles Merle
- Le Théâtre ambulant Chopalovitch, de Ljubomir Simović : mise en scène de Danielle Decelle
- Une lettre perdue, d'Ion Luca Caragiale (reprise) : mise en scène de Pierre Salzani
- Le Cid, de Pierre Corneille : mise en scène de Georges Spyropoulos
- Les Sorcières de Salem, d'Arthur Miller (reprise) : mise en scène de Danielle Decelle
- La Cantatrice chauve et ses suites, d'Eugène Ionesco : mise en scène de Colette Weil (dont représentations à La Choucrouterie)

### Saison 2007/2008
- Pelléas et Mélisande, de Maurice Maeterlinck : mise en scène de Christophe Antz
- Les Sorcières de Salem, d'Arthur Miller : mise en scène de Danielle Decelle
- La Cantatrice chauve et ses suites, d'Eugène Ionesco : mise en scène de Colette Weil (dont représentations à La Choucrouterie)
- La Nuit des oliviers, d'Éric-Emmanuel Schmitt : mise en scène de Colette Weil
- Oscar et la Dame rose, d'Éric-Emmanuel Schmitt : mise en scène de Colette Weil (dont représentations à La Choucrouterie)

### Saison 2006/2007
- L'Énigme de Kaspar Hauser, d'après Werner Herzog : mise en scène de Gilles Merle
- Étrange étranger, de Jean-Claude Grumberg : mise en scène de Colette Weil et Danielle Decelle
- Médée, d'Euripide : mise en scène de Pierre Salzani
- Huit jours à la campagne, La Demande et Le Plaisir de rompre, de Jules Renard : mise en scène de Chantal Raulff

### Saison 2005/2006
- Ce qu'ils en disent, de Claire-Sophie Beau : mise en scène de Claire-Sophie Beau
- La Voix humaine, de Jean Cocteau : mise en scène de Colette Weil
- Les Mangeuses de chocolat, de Philippe Blasband : mise en scène de Anne-France Delarchand et Chantal Raulff
- Portrait de famille, de Denise Bonal : mise en scène de Danielle Decelle
- Le Journal d'Anne Frank, d'après Frances Goodrich et Albert Hackett : mise en scène de Colette Weil
- Les Brigands, de Friedrich von Schiller : mise en scène de Kay Wagner
- Surfeurs, de Xavier Durringer : mise en scène de Jean-Marc Sierra
- Le Visiteur, d'Éric-Emmanuel Schmitt (reprise) : mise en scène de Colette Weil
- L'Équarrissage pour tous, de Boris Vian : mise en scène de Renaud Engel

### Saison 2004/2005
- Le Voyage de monsieur Perrichon, de Eugène Labiche : mise en scène de Frédéric Schalck
- Antigone, de Jean Anouilh : mise en scène de Pierre Salzani, au Théâtre Actuel et Public de Strasbourg Scala
- Le Visiteur, d'Éric-Emmanuel Schmitt : mise en scène de Colette Weil
- Dramuscules, de Thomas Bernhard : mise en scène de Chantal Raulff
- Les Justes, d'Albert Camus : mise en scène de Gilles Evrard

### Saison 2003/2004
- Le tricot de Dieu, de B. Pernot : mise en scène de Colette Weil
- Le silence du sens, de Magali Mougel : mise en scène de Magali Mougel
- Le Lavoir, de Dominique Durvin : mise en scène de Danielle Decelle
- La Visite de la vieille dame, de Friedrich Dürrenmatt : mise en scène de Colette Weil
- Pop-corn, de Ben Elton : mise en scène de Gilles Merle et Jean-Marc Sierra

### Saison 2002/2003
- Festivités du 40e anniversaire du théâtre universitaire
- Bavardages, de Magali Mougel : mise en scène de Magali Mougel
- La guerre de Troie n'aura pas lieu, de Jean Giraudoux : mise en scène de Colette Weil
- Dom Juan ou le Festin de pierre, de Molière : mise en scène de Pierre Salzani, avec Luc Arbogast
- Les murs de verre, de Dominique Zins : mise en scène de Dominique Zins
- Baisers et coquillages, de Christian Schmitz : mise en scène de Christian Schmitz

### Saison 2001/2002
- La Micheline ou le jouet du destin, de Francis Raveau : mise en scène de Francis Raveau
- Melting Love Concert, à La Laiterie
- Andromaque, de Jean Racine : mise en scène de Witold Bayer-Quest
- L'Atelier, de Jean-Claude Grumberg : mise en scène de Colette Weil
- Les Veines du silence, de Raphaël Heyer : mise en scène de Raphaël Heyer
- Où vas-tu Jérémie ?, de Philippe Minyana : mise en scène de Anne-Sophie Buchholzer et Sabine Lemler
- Sans autre forme de procès, de Christiane Schmitz : mise en scène de Christiane Schmitz
- Les Mots rencontrés, de Ludovic Perchot : mise en scène de Ludovic Perchot

### Saison 2000/2001
- Immortelle, de Jean-Pierre Giraudoux : mise en scène de Colette Weil
- Des mots dans les valses, de Christophe Schaub : mise en scène de Christophe Schaub
- Cyrano de Bergerac, d'Edmond Rostand : mise en scène de Colette Weil
- Les Acteurs de bonne foi suivi de Arlequin poli par l'amour, de Marivaux : mise en scène de Chantal Raulff
- Le Diable aux cheveux blancs, d'Edwige Guerrier : mise en scène de Edwige Guerrier
- Le Souffleur d'Hamlet, de Michel Deutsch : mise en scène de Gilles Merle

### Saison 1999/2000
- Rêves passés, d'Adèle Pom : mise en scène de Adèle Pom et Benoît Leclerc
- La Folle de Chaillot, de Jean Giraudoux : mise en scène de Colette Weil
- Ivanov, d'Anton Tchekhov : mise en scène de Quentin Lemaire
- La Vengeance d'une femme, de Jules Barbey d'Aurevilly : mise en scène de Laure Trichard
- Quai Ouest, de Bernard-Marie Koltès : mise en scène de Pierre Salzani
- Fin de partie, de Samuel Beckett : mise en scène de Frédéric Picard

### Saison 1998/1999
- L'Équarrissage pour tous, d'après Boris Vian : mise en scène de Christophe Schaub
- La Machine infernale, de Jean Cocteau : mise en scène de Colette Weil
- L'Amour médecin, de Molière : mise en scène de Cyril Pointurier
- Le Maître-nageur, de Jacques-Pierre Amette : mise en scène de Jean-Baptiste Aubert
- Les Combustibles, d'Amélie Nothomb : mise en scène de Laurent Schmitt

### Saison 1997/1998
- Le Dictionnaire, de Christophe Schaub : mise en scène de Christophe Schaub
- Ce qui arrive et ce qu'on attend, de Jean-Marie Besset : mise en scène de Frédéric Carrière
- Électre, de Jean Giraudoux : mise en scène de Colette Weil (dont représentations à Tours)
- Iphigénie Hôtel, de Michel Vinaver : mise en scène de Isabelle Préfol
- Achterloo, de Friedrich Dürrenmatt : mise en scène de Jean-Marc Sierra et Jacques Lombard, au Molodoï
- Les Justes, de Albert Camus : mise en scène de Marie Vonpierre

### Saison 1996/1997
- Le Drame sacré d'Éleusis, d'Édouard Schuré : mise en scène de Kovacs Istvan et Csergo Tibor (dans le cadre de l'accueil de la troupe universitaire de Cluj-Napoca en Roumanie)
- L'Annonce faite à Marie, de Paul Claudel : mise en scène de Gonéry Libouban
- Le Journal d'Anne Frank, d'après Frances Goodrich et Albert Hackett : mise en scène de Colette Weil
- Un mois à la campagne, d'Ivan Tourgueniev : mise en scène de Frédéric Carrière
- Boulevard Durand, d'Armand Salacrou : mise en scène de Élisabeth Furfari, Éric Maignan et Marie Vonpierre
- Ce que voit Fox, de James Saunders : mise en scène de Isabelle Préfol
- Le Juif errant, de Maxime Alexandre : mise en scène de Gonéry Libouban
- Concert littéraire Hommage à Maxime Alexandre : mise en scène de Colette Weil

### Saison 1995/1996
- Trois femmes en jaune, d'Israël Eliraz : mise en scène de Baruch Gutin
- Actée, ou la Princesse barbare, de Lawrence Durrell : mise en scène de Frédéric Carrière
- Les Bâtisseurs d'empire, de Boris Vian : mise en scène de Colette Weil
- La Cité sans sommeil, de Jean Tardieu : mise en scène de Jean-Marc Sierra
- Douze hommes en colère, de Reginald Rose : mise en scène de Isabelle Préfol
- Les Trois Sultanes, de Charles-Simon Favart : mise en scène de Élisabeth Furfari
- La Leçon, d'Eugène Ionesco : mise en scène de Colette Weil

### Saison 1994/1995
- La Maison de Bernarda Alba, de Federico García Lorca : mise en scène de Ofira Henig (dans le cadre de l'accueil de l’École de Théâtre Beit Zui de Ramat Gan en Israël)
- La Nuit de l'an 2000, de Philippe Avron : mise en scène de Laurent Crovella
- Les Caprices de Marianne, d'Alfred de Musset : mise en scène de Colette Weil
- Lit nuptial, de Sergi Belbel : mise en scène de Aude Koegler
- Des souris et des hommes, de John Steinbeck : mise en scène de Francine Fleckstein
- Le Bal des voleurs, de Jean Anouilh : mise en scène de Michel Pfleger
- La Milliardaire, de George Bernard Shaw : mise en scène de Colette Schmitt
- La Cantatrice chauve et ses suites, d'Eugène Ionesco : mise en scène de Colette Weil

### Saison 1993/1994
- Oblomov, d'Ivan Gontcharov : mise en scène de Dimitri Wagner
- Maison de poupée, d'Henrik Ibsen : mise en scène de Colette Weil
- L'Impromptu de l'Alma, d'Eugène Ionesco : mise en scène de Francine Fleckstein
- J'y suis, j'y reste, de Raymond Vincy et Jean Valmy : mise en scène d'Éric Vial
- Autour de Marivaux : mise en scène de Fr. Cl. Buffé
- La Réclamation, de Jean-Pierre Lahaye : mise en scène de Jean-Pierre Lahaye

### Saison 1992/1993
- Festivités du 30e anniversaire du théâtre universitaire
- Électre, de Sophocle : mise en scène de Colette Weil
- Emmanuel Kant, de Thomas Bernhard : mise en scène de Dimitri Wagner
- Obscurité du jour, de Jean Tardieu : mise en scène de Thierry Lutz
- Chacun sa vérité, de Luigi Pirandello : mise en scène de Colette Weil
- Stabat Mater, de Michel Bisson : mise en scène de Fausto Olivares
- Le visage de la renommée, de M. Millet Lescot : mise en scène de M. Millet Lescot
- La Culotte, de Jean Anouilh : mise en scène de Christine Disdier
- Drames de la vie courante, de Pierre Henri Cami : mise en scène de Jean-Luc Falbriard
- Toi et tes nuages, d'Éric Westphal : mise en scène de Colette Weil

### Saison 1991/1992
- Richesses des solitudes, de Bernard-Marie Koltès : mise en scène de Josiane Fritz et Michel Proc
- La Cantatrice chauve et ses suites, d'Eugène Ionesco : mise en scène de Colette Weil
- Californie, paradis des morts de faim, de Sam Shepard : mise en scène de Lucas Bleger
- Intermezzo, de Jean Giraudoux : mise en scène de Colette Weil
- Ivan Vassilievitch, de Mikhail Boulgakov : mise en scène de Anne Monteil
- Ubu roi, d'Alfred Jarry : mise en scène de José-Luis Linares et Régine Burckel
- Les Fourberies de Scapin, de Molière : mise en scène de Jean-Luc Falbriard
- Le Neveu de Rameau, de Denis Diderot : mise en scène de Thierry Lutz

### Saison 1990/1991
- La baguette tragique du désenchantement, de Christophe Michel : mise en scène de Christophe Michel et Dimitri Wagner
- Les Larmes amères de Petra von Kant, de Rainer Werner Fassbinder : mise en scène de L. Gall
- Jacques et son maître, de Milan Kundera : mise en scène de Véronique Bodaine
- La Princesse blanche, de Rainer Maria Rilke : mise en scène de S. Willems
- Ondine, de Jean Giraudoux : mise en scène de Colette Weil
- Lysistrata, de Denis Diderot : mise en scène de Daniel Nicoli
- Les Liaisons dangereuses, de Choderlos de Laclos : mise en scène de A. Elkomoss
- La Farce de Maître Pathelin, en coproduction avec le Théâtre des Toiles : mise en scène de François Wittersheim
- La Cantatrice chauve et ses suites, d'Eugène Ionesco : mise en scène de Colette Weil

### Saison 1989/1990
- Batailles, de Roland Topor et Jean-Michel Ribes : mise en scène de Daniel Nicoli
- Fantasio, d'Alfred de Musset : mise en scène de M. Heinzman
- Don Perlimplin, de Federico García Lorca : mise en scène de Christine Disdier[6]
- Le Ruban, de Georges Feydeau et Maurice Desvallières : mise en scène de Chantal Raulff
- Cyrano de Bergerac, d'Edmond Rostand : mise en scène de Colette Weil
- Mantilles et mystère, de Pedro Calderón de la Barca : mise en scène de Christine Disdier

### Saison 1988/1989
- Dom Juan, de Molière : mise en scène de Colette Weil
- Dommage qu'elle soit une putain, de John Ford : mise en scène de François Wittersheim
- L'Alouette, de Jean Anouilh : mise en scène de Christine Disdier et Jean-Luc Balthazard
- La Cantatrice chauve et ses suites, d'Eugène Ionesco : mise en scène de Colette Weil
- Du vent dans les branches de sassafras, de René de Obaldia : mise en scène de Chantal Raulff et Michèle Estève

### Saison 1987/1988
- Festivités du 25e anniversaire du théâtre universitaire
- L'Arbre des tropiques, de Yukio Mishima : mise en scène de Ph. Grimm
- L'École des femmes, de Molière : mise en scène de Bernard Descourvière
- La Folle de Chaillot, de Jean Giraudoux : mise en scène de Colette Weil
- Croque-monsieur, de Marcel Mithois : mise en scène de Christine Disdier
- Partage de midi, de Paul Claudel : mise en scène de J. Calonière
- Le roi se meurt, d'Eugène Ionesco : mise en scène de Colette Weil
- Batailles, de Roland Topor et Jean-Michel Ribes : mise en scène de Daniel Nicoli

### Saison 1986/1987
- Zoo Story, d'Edward Albee : mise en scène de Bernard Descourvière
- Bérénice, de Jean Racine : mise en scène de L. Pierre
- Lorenzaccio, d'Alfred de Musset : mise en scène de Colette Weil, avec Jean-Michel Tinivelli
- Le Désir attrapé par la queue, de Pablo Picasso : mise en scène de Jean-Didier Goblet et Philippe Lebeau
- Viendra-t-il un autre été ?, de Jean-Jacques Varoujean : mise en scène de Pascal Amye
- Dans le jardin sous les tilleuls, d'Alain Knapp : mise en scène de Denis May

### Saison 1985/1986
- Arlequin valet de deux maîtres, de Carlo Goldoni : mise en scène de Bernard Descourvière
- Roméo et Juliette, de William Shakespeare : mise en scène de L. Pierre
- Viendra-t-il un autre été ?, de Jean-Jacques Varoujean : mise en scène de Pascal Amye, avec Jean-Michel Tinivelli
- Victor ou les Enfants au pouvoir, de Roger Vitrac : mise en scène de Colette Weil
- En attendant Godot, de Samuel Beckett : mise en scène de Jean-Yves Lemoine

### Saison 1984/1985
- Homme avec femme arbre et enfant, d'Yves-Fabrice Lebeau : mise en scène de Colette Weil
- Sur la grand-route suivi de Le Jubilé, d'Anton Tchekhov : mise en scène de Bernard Descourvière
- Électre, de Jean-Pierre Giraudoux : mise en scène de Colette Weil
- Barbe-Bleue, de Jacques Offenbach : mise en scène de Erik de Mautort et B. Scheller
- Spleen, de Charles Baudelaire : mise en scène de C. Schloegel
- Léonce et Léna, de Georg Büchner : mise en scène de G. Laflotei
- Phèdre, de Jean Racine : mise en scène de Jean-Christophe Sandmeier
- Orphée aux enfers (deuxième version), de Jacques Offenbach : mise en scène de Erik de Mautort et B. Scheller
- L'École des maris, de Molière : mise en scène de Daniel Nicoli
- La Ronde, d'Arthur Schnitzler : mise en scène de Denis May
- La Cantatrice chauve, d'Eugène Ionesco : mise en scène de Colette Weil

### Saison 1983/1984
- La Grande-duchesse de Gérolstein, de Jacques Offenbach : mise en scène de Erik de Mautort et B. Scheller
- L'Éléphant d'or, d'Alexandre Kopkov : mise en scène de Daniel Nicoli et Philippe Lebeau
- Liberté à Brême, de Rainer Werner Fassbinder : mise en scène de P. Fruleux
- Sans titre, de Federico García Lorca : mise en scène de Fernando Patriarca
- La Maison de Bernarda Alba, de Federico García Lorca : mise en scène de Colette Weil
- L'Ours, d'Anton Tchekhov : mise en scène de M. Bideau
- Un mot pour un autre, de Jean Tardieu : mise en scène de Colette Weil
- L'Apollon de Bellac, de Jean Giraudoux : mise en scène de Colette Weil

### Saison 1982/1983
- Orphée aux enfers, de Jacques Offenbach : mise en scène de Erik de Mautort et B. Scheller
- La Machine infernale, de Jean Cocteau : mise en scène de Denis May
- Jacky Parady, de Jean-Michel Ribes : mise en scène de E. Ferreira
- Les Rustres, de Carlo Goldoni : mise en scène de Daniel Nicoli
- Neige, de Romain Weingarten : mise en scène de Colette Weil
- Qui a peur de Virginia Woolf, d'Edward Albee : mise en scène de P. Fruleux
- La Double Inconstance, de Marivaux : mise en scène de P. Stiegler
- Les Bonnes, de Jean Genet : mise en scène de Erik de Mautort

### Saison 1981/1982
- L'Opéra de quat'sous, de Bertolt Brecht et Kurt Weill : mise en scène de Erik de Mautort et Denis May
- Le Malade imaginaire, de Molière : mise en scène de P. Fruleux
- La guerre de Troie n'aura pas lieu, de Jean Giraudoux : mise en scène de Colette Weil
- La Cantatrice chauve, d'Eugène Ionesco : mise en scène de Larry Kaye (dont représentation en présence de l'auteur)
- Le Bouc, de Rainer Werner Fassbinder : mise en scène de Michel Didym
- Un mot pour un autre, de Jean Tardieu : mise en scène de Colette Weil

### Saison 1980/1981
- Huis clos, de Jean-Paul Sartre : mise en scène de Colette Weil
- La Leçon, d'Eugène Ionesco : mise en scène de Colette Weil
- La Tosca, de Victorien Sardou : mise en scène de Erik de Mautort
- L'Idiot, de Fiodor Dostoïevski : mise en scène de S. Guinoiseau
- Caligula, d'Albert Camus : mise en scène de Colette Weil
- Tout contre un petit bois, de Jean-Michel Ribes : mise en scène de Colette Weil

### Saison 1979/1980
- Le Premier, d'Israël Horovitz : mise en scène de Gérard Brillanti
- L'Équarrissage pour tous, de Boris Vian : mise en scène de M. Hayer
- Ondine, de Jean Giraudoux : mise en scène de Colette Weil
- Huis clos, de Jean-Paul Sartre : mise en scène de Colette Weil

### Saison 1978/1979
- Électre, de Jean Giraudoux : mise en scène de Colette Weil
- Tout contre un petit bois, de Jean-Michel Ribes : mise en scène de Colette Weil

### Saison 1977/1978
- Le Tourniquet, de Victor Lanoux : mise en scène de Gérard Brillanti
- Antigone, de Jean Anouilh : mise en scène de Colette Weil
- L'Été, de Romain Weingarten : mise en scène de Colette Weil

### Saison 1976/1977 (TUS)
- Edelweiss douceur, de Raymond Weiwer : mise en scène de Raymond Weiwer et Philippe Arlaud
- L'Affaire Schlumpf, de Roger Garcia : mise en scène de Roger Garcia
- Jacques ou la Soumission, d'Eugène Ionesco : mise en scène de Colette Weil
- L'Été, de Romain Weingarten : mise en scène de Colette Weil

### Saison 1975/1976 (TUS)
- Victor ou les enfants au pouvoir, de Roger Vitrac : mise en scène de Raymond Weiwer
- Le Théâtre et la peste, d'Antonin Artaud : mise en scène de Alain Siat
- Intermezzo II, de Jean Giraudoux : mise en scène de Colette Weil
- Intermezzo I, de Jean Giraudoux : mise en scène de Colette Weil
- Transhumances, de Jo Kakos : mise en scène de Jo Kakos
- Soirée Maxime Alexandre : mise en scène de Colette Weil
- Les farces nouvelles et fort joyeuses, de Paul Sonnendrucker : mise en scène de Paul Sonnendrucker

### Saison 1974/1975 (TUS)
- Le Bulican Rosineur, d'après Maxime Alexandre : mise en scène de Michèle Guery
- La Cantatrice chauve, d'Eugène Ionesco : mise en scène de Paul Sonnendrucker
- Le mal court, de Jacques Audiberti : mise en scène de Colette Weil
- Oniria ou la condamnation des juges, d'Eme. B. Valrent : mise en scène de Laurent Hincker
- Oh les beaux jours, de Samuel Beckett : mise en scène de Paul Sonnendrucker

### Saison 1973/1974 (TUS)
- Boris Vian, montage autour de l’œuvre de Boris Vian : mise en scène de Christa Wolff
- Le Goûter des généraux, de Boris Vian : mise en scène de Gérard Laprie
- Huis clos, de Jean-Paul Sartre : mise en scène de Colette Weil
- Soirée Hommage à Maxime Alexandre : mise en scène de Colette Weil

### Saison 1972/1973 (TUS)
- La nuit des visiteurs, de Peter Weiss : mise en scène de Gilles Mermet
- On continue de l'appeler Aristophane, d'après Aristophane : mise en scène de Dan Halm, Gérard Laprie et Anny Weil

### Saison 1971/1972 (TUS)
- Rencontre nationale du théâtre universitaire organisée par le TUS et la FNTU (Fédération nationale du théâtre universitaire)
- L'abri atomique, de Denis Muzet : mise en scène de Denis Muzet
- La Machine infernale, de Jean Cocteau : mise en scène de Colette Weil

### Saison 1970/1971 (TUS)
- Génousie, de René de Obaldia : mise en scène de Colette Weil

### Saison 1969/1970 (TUS)
- Noces de sang, de Federico García Lorca : mise en scène de Colette Weil
- Œdipe roi, de Sophocle : mise en scène de Colette Weil

### Saison 1968/1969 (TUS)
- Tête d'or, de Paul Claudel : mise en scène de Colette Weil

### Saison 1967/1968 (TUS)
- La Cigogne, d'Armand Gatti : mise en scène de Jean Hurstel
- La guerre de Troie n'aura pas lieu, de Jean Giraudoux : mise en scène de Colette Weil

### Saison 1966/1967 (TUS)
- Électre, de Jean Giraudoux : mise en scène de Colette Weil
- La Seconde existence du camp de Tatenberg, d'Armand Gatti : mise en scène de Jean Hurstel

### Saison 1965/1966 (TUS)
- Le Jeu de Robin et Marion, d'Adam de la Halle : mise en scène de Jean-Pierre Wurtz et Jean Hurstel
- Intermezzo, de Jean Giraudoux : mise en scène de Colette Weil
- Alceste, d'Euripide : mise en scène de Jean Hurstel

### Saison 1963/1964 (TUS)
- Antigone 64, d'après Sophocle et Paul Éluard : mise en scène de Jean Hurstel
- Léo Burckart, de Gérard de Nerval : mise en scène de Jean-Pierre Wurtz

### Saison 1961/1962 (avant le TUS)
- La Leçon, d'Eugène Ionesco : mise en scène de Colette Weil et des étudiants en Droit et Architecture
- Antigone, de Jean Anouilh : mise en scène collective des étudiants

## Le théâtre universitaire se produit à l’extérieur
- 2019 :
  - M pour Médée - Festival Tumulte à Metz (France)
  - M pour Médée - Festival Fécule à Lausanne (Suisse)
  - M pour Médée - Festival de la création universitaire à Angers (France)
  - M pour Médée - Festival interuniversitaire à Lille (France)
  - Le Bourgeois gentilhomme - Espace K à Strasbourg (France)
- 2018 :
  - Le Bourgeois gentilhomme - Espace K à Strasbourg (France)
  - Le cas Cooper - Molodoï à Strasbourg (France)
- 2017 :
  - La Cantatrice chauve - Espace K à Strasbourg (France)
  - La Cantatrice chauve - Théâtre de la Choucrouterie à Strasbourg (France)
- 2016 :
  - Huis clos - Théâtre de la Choucrouterie à Strasbourg (France)
  - Nature morte dans un fossé - Molodoï à Strasbourg (France)
- 2015 :
  - Les Choses : une histoire des années soixante - Théâtre de la Choucrouterie à Strasbourg (France)
- 2014 :
  - Le Libertin - Théâtre de la Choucrouterie à Strasbourg (France)
- 2013 :
  - Petit boulot pour vieux clown - Théâtre de la Choucrouterie à Strasbourg (France)
- 2012 :
  - Les Mangeuses de chocolat - Théâtre de la Choucrouterie à Strasbourg (France)
- 2010 :
  - Petits Crimes conjugaux - Théâtre de la Choucrouterie à Strasbourg (France)
- 2009 :
  - La Jalousie - Théâtre de la Choucrouterie à Strasbourg (France)
  - Le Repas - Molodoï de Strasbourg (France)
- 2008 :
  - La Cantatrice chauve et ses suites - Festival de la Frite d'Or - Lille (France)
  - La Cantatrice chauve et ses suites - Théâtre de la Choucrouterie à Strasbourg (France)
  - Oscar et la Dame rose - Théâtre de la Choucrouterie à Strasbourg (France)
- 2002 :
  - La Micheline ou le jouet du destin - Festival Théâtralis - Strasbourg (France)
  - Melting Love Concert - La Laiterie à Strasbourg (France)
  - Andromaque - Festival de Karlsruhe (Allemagne)
  - Les Mots rencontrés - Festival Théâtralis - Strasbourg (France)
- 2001 :
  - Immortelle - Festival national de Bellac (France)
  - Le Souffleur d'Hamlet - Festival de Karlsruhe (Allemagne)
- 1999 :
  - La Machine infernale - Festival de Karlsruhe : Prix du public (Allemagne)
  - Le Maître-nageur - Sarreguemines (France)
  - Démocratie mosaïque - 50e anniversaire de la Déclaration universelle des droits de l'homme - Strasbourg (France)
- 1998 :
  - Achterloo - Saint-Louis (France)
  - Achterloo - Molodoï de Strasbourg (France)
  - Électre - Tours (France)
  - Les Justes - Karlsruhe (Allemagne)
- 1997 :
  - Boulevard Durand - Festival International de Sibiu - Grand Théâtre (Roumanie)
- 1996 :
  - Les Bâtisseurs d'empire - Festival International de Jérusalem et stages de formation de l'acteur - (Israël)
- 1995 :
  - La Leçon - Festival International de Jérusalem et ateliers de théâtre - Centre culturel Gérard Behar (Israël)
- 1994 :
  - La Cantatrice chauve - Université de Karlsruhe (Allemagne)
  - La Cantatrice chauve - Inauguration du "Théâtre du Parking" de l'université hébraïque - Jérusalem (Israël)
  - La Cantatrice chauve - Théâtre de l’École Beit Zvi de Ramat Gan (Israël)
  - L'Impromptu de l'Alma - Festival de Théâtre Universitaire - Compiègne (France)
  - L'Impromptu de l'Alma - Festival Régional de Théâtre Amateur - Longwy (France)
- 1993 :
  - Notes en bulle : création du Pôle universitaire européen
  - La réclamation - Festival Théâtra - Saint-Louis (France)
  - Drames de la vie courante - Festival de Théâtre universitaire : Prix du public - Nanterre (France)
  - Électre - Phalsbourg (France)
  - Drames de la vie courante - Théâtrales Étudiantes - Nancy (France)
  - Drames de la vie courante - Festival universitaire - Grenoble (France)
- 1992 :
  - La Cantatrice chauve - Festival international de théâtre universitaire - Moscou (Russie)
  - Ivan Vassilievitch - Festival de la Saint-Paul - Sarreguemines (France)
- 1991 :
  - Le neveu de Rameau - MAC de Bischwiller (France)
  - Les Larmes amères de Petra von Kant (extraits) - Festival franco-allemand - Cologne (Allemagne)
  - Batailles - Rencontres théâtrales "Coup de marteau" de Neudorf - Strasbourg (France)
- 1990 :
  - Batailles - Lycée Sainte-Clotilde de Strasbourg (France)
- 1988 :
  - La Cantatrice chauve - 450e anniversaire de l'université de Strasbourg - Palais des Fêtes de Strasbourg (France)
  - L'École des femmes - Lycée de Baden-Baden (Allemagne)
- 1987 :
  - Le Désir attrapé par la queue - Lycée de Guebwiller (France)
- 1986 :
  - Dans le jardin sous les tilleuls - Festival International du Jeune Théâtre universitaire : création mondiale - Théâtre du Bataclan à Paris (France)
  - Arlequin valet de deux maîtres - Rencontres théâtrales "Coup de marteau" de Neudorf - Strasbourg (France)
  - Arlequin valet de deux maîtres - Lycée de Baden-Baden (Allemagne)
  - La Cantatrice chauve - Festival de Théâtre Amateur franco-allemand - Nancy (France)
- 1985 :
  - Électre - Théâtre des Jean et des Pierre à Mercastel (France)
  - Barbe-Bleue - Sélestat, Wissembourg, Haguenau (France)
- 1984 :
  - L'Ours - Train Strasbourg-Lyon, Place des Halles à Strasbourg (France)
  - La Grande-duchesse de Gérolstein - Schiltigheim, Sélestat (France)
- 1982 :
  - La guerre de Troie n'aura pas lieu - Théâtre des Jean et des Pierre à Mercastel (France)
  - La Cantatrice chauve - Ratisbonne (Allemagne)
  - L'Opéra de quat'sous - Festival international de théâtre amateur : Mention du Jury - Schiltigheim (France)
- 1981 :
  - Huis clos - Heidelberg (Allemagne)
- 1977 :
  - Edelweiss douceur - Lyon (France)
  - L'Été - Lycée Sainte-Clotilde de Strasbourg, Atelier protégé d'Illkirch-Graffenstaden, Truchtersheim, Rosheim, Sélestat (France)

## Le théâtre universitaire intervient
- Aux Rencontres nationales des théâtres universitaires, à l'initiative de la FNTU (Fédération nationale du théâtre universitaire) :
  - Reims - 1985
  - Sèvres - 1977
  - Lyon - 1977
  - Strasbourg - 1972
  - Antony - 1971
- Aux rencontres franco-allemandes :
  - Ratisbonne - 1982
  - Erlangen - 1981
- Divers :
  - au Carrefour des Cultures - 1990
  - à la Journée Culturelle de l'université Louis-Pasteur - 1985
  - à la Nuit du Théâtre - 1958
  - à la Semaine Nationale du Théâtre - 1984
  - à la Journée Nationale de la Poésie - 1983
  - aux Assises de la Création - 1979
  - au débat Théâtre et Université - 1976
  - aux rencontres de la Librairie Kléber
  - à l'Université du Temps Libre
  - aux Journées Nationales des Universités
  - aux Journées Portes Ouvertes de l'université de Strasbourg

## Le théâtre universitaire stimule les échanges et accueille
- lors de la seconde édition de son festival Démostratif - mai 2019 :
  - le Conservatoire de Colmar
  - le Collectif anthropie.art (Suisse)
  - le Collectif Bis (Lyon)
  - la Cie Le Grand Incendie (Bordeaux)
  - la Compagnie des Ô (Grand Est)
  - la Cie Sticomiss (Paris)
- lors de la première édition de son festival Démostratif - mai 2018 :
  - le Théâtre universitaire de Dijon
  - le Collectif (En)sensible (Thionville)
  - la Cie La corde sensible (Paris)
  - le Ballet de l'Opéra national du Rhin
- la troupe de l'université hébraïque de Jérusalem (Israël) - mars 1999 :
  - représentation d'un cabaret de Bertolt Brecht et Kurt Weill
- le Théâtre universitaire Maszkura de Cluj-Napoca (Roumanie) - mai 1997 :
  - représentation en français de Le Drame sacré d'Éleusis, d'Édouard Schuré
- la troupe de l'université hébraïque de Jérusalem (Israël) - mai 1996 :
  - atelier bilingue (montage de textes) dirigé par le professeur Benabu
  - représentation de Trois femmes en jaune, d'Israël Eliraz
  - représentation en français de Petits états de guerre par l'ARTUS
- l’École de théâtre Beit Zvi de Ramat Gan (Israël) - mai 1994 :
  - représentation en hébreu de La Maison de Bernarda Alba, de Federico García Lorca
- la troupe russe Vstrechta de l'Université d’État de Kemerovo (Sibérie) - mai 1993 :
  - représentation en russe de La Cantatrice chauve, d'Eugène Ionesco
  - concert d'Oleg Mitiatev
- le Théâtre de Heidelberg (Allemagne) - 1981
- les Comédiens du Rhin - 1975 et 1976
- le Théâtre du Marché aux Grains de Bouxwiller - 1975
- la Rencontre nationale des théâtres universitaires - 1972
- le Théâtre universitaire de Mulhouse - 1969
- de nombreux débats et rencontres organisés avec des auteurs, metteurs en scène, écrivains et professionnels du spectacle :

Alain Knapp, Bruno Bayen, Eugène Ionesco, Jacques Blanc, Jean Jourdheuil, Jean-Pierre Bisson, Jean-Pierre Vincent, Larry Kaye, Lilian Lloyd, Mehmet Ulusoy, Michel Deutsch, Théâtre de l'Aquarium, Théâtre de l'Attroupement...

## Personnalités liées
Ils ont été membres du théâtre universitaire :
- Anne-Sophie Schmidt : chanteuse lyrique de renommée internationale.
- Bernard-Marie Koltès : dramaturge.
- Christian Peuckert : éclairagiste, régisseur général et formateur.
- Christophe Duringer : chanteur lyrique.
- Colette Weil : Spécialiste, auteure de la préface sur l'œuvre de Jean Giraudoux pour la Pleiade.
- David Scherer : maquilleur professionnel, spécialiste dans la réalisation de prothèses et d'effets de maquillage pour le cinéma.
- Denis Laustriat : acteur spécialisé dans le doublage, notamment connu pour être la voix française d'Orlando Bloom.
- Denis May : directeur administratif du Centre national de la danse et ancien administrateur de la Comédie-Française - Vieux Colombier.
- Denis Muzet : sociologue spécialisé en sociologie des médias et du politique.
- Éric Vial : directeur artistique de La Scène, producteur artistique et journaliste chez France Télévisions.
- Fausto Olivares : comédien et metteur en scène, fils du peintre Fausto Olivares.
- Frédérique Bel[7] : actrice.
- Frédéric Hulné : acteur.
- Gérard Brillanti : journaliste et comédien. Il est l'un des pionniers de la radio, puis de la télévision publiques à Strasbourg et en Alsace.
- Gérard Laprie : écrivain.
- Gilles Mermet : photographe et journaliste.
- Jaime Olivares : artiste plasticien et scénographe, fils du peintre Fausto Olivares.
- Jean-Christophe Sandmeier : chanteur lyrique.
- Jean Hurstel : fondateur et ancien directeur du Centre européen de la Jeune Création, chef de projet et ancien directeur de La Laiterie, président-fondateur du réseau culturel Banlieues d'Europe et président des Halles de Schaerbeek.
- Jean-Luc Falbriard : directeur artistique du Kafteur, auteur et interprète du Capitaine Sprütz. Directeur depuis 2016 de l'Espace K à Strasbourg.
- Jean-Marie Meshaka : directeur artistique du Théâtre de Poche-Ruelle, comédien, metteur en scène, professeur d'art dramatique et écrivain.
- Jean-Michel Tinivelli[8] : acteur, notamment dans la série télévisée Le juge est une femme sur TF1.
- Jean-Pierre Wurtz : ancien cadre de l'Opéra du Rhin, inspecteur général du théâtre honoraire.
- Julien Siehr : artiste interprète.
- Larry Kaye : producteur et metteur en scène de spectacles à Broadway.
- Luc Arbogast : musicien et chanteur, ayant participé à l'émission The Voice, la plus belle voix sur TF1.
- Madeleine Mainier : comédienne.
- Michaël Gojon dit Martin : fondateur de la société Ciné Régie, leader français dans la location d'armes, costumes et véhicules pour le cinéma.
- Michel Didym : comédien et metteur en scène, directeur du Théâtre de la Manufacture.
- Natascha Ajlani : animatrice de FIP Strasbourg.
- Pascale Jaeggy : actrice.
- Paul Sonnendrucker : auteur de théâtre, metteur en scène, poète, conteur et fondateur de la troupe des Comédiens du Rhin. Grande figure de la culture théâtrale alsacienne.
- Philippe Arlaud : directeur artistique, metteur en scène et décorateur.
- Philippe Lebeau : auteur-dialoguiste de doublage et comédien. Signe les versions françaises de nombreuses séries télévisées (Les Experts, 24 heures chrono, Cold Case, Rome, XIII, etc). Lecteur chez Les Livreurs depuis mai 2004.
- Raphaël Scheer : comédien et auteur de théâtre.
- Raphaël Heyer : poète.
- Roger Siffer : directeur de La Choucrouterie, comédien, humoriste et chansonnier. Grande figure de la culture alsacienne.
- Sophie Baer : éclairagiste et enseignante à l'École supérieure d'art dramatique de Strasbourg.
- Victoria Saez : actrice, artiste interprète, coach linguistique, scénariste, réalisatrice (film : Hors saison - 2011)